# Zeitmessung

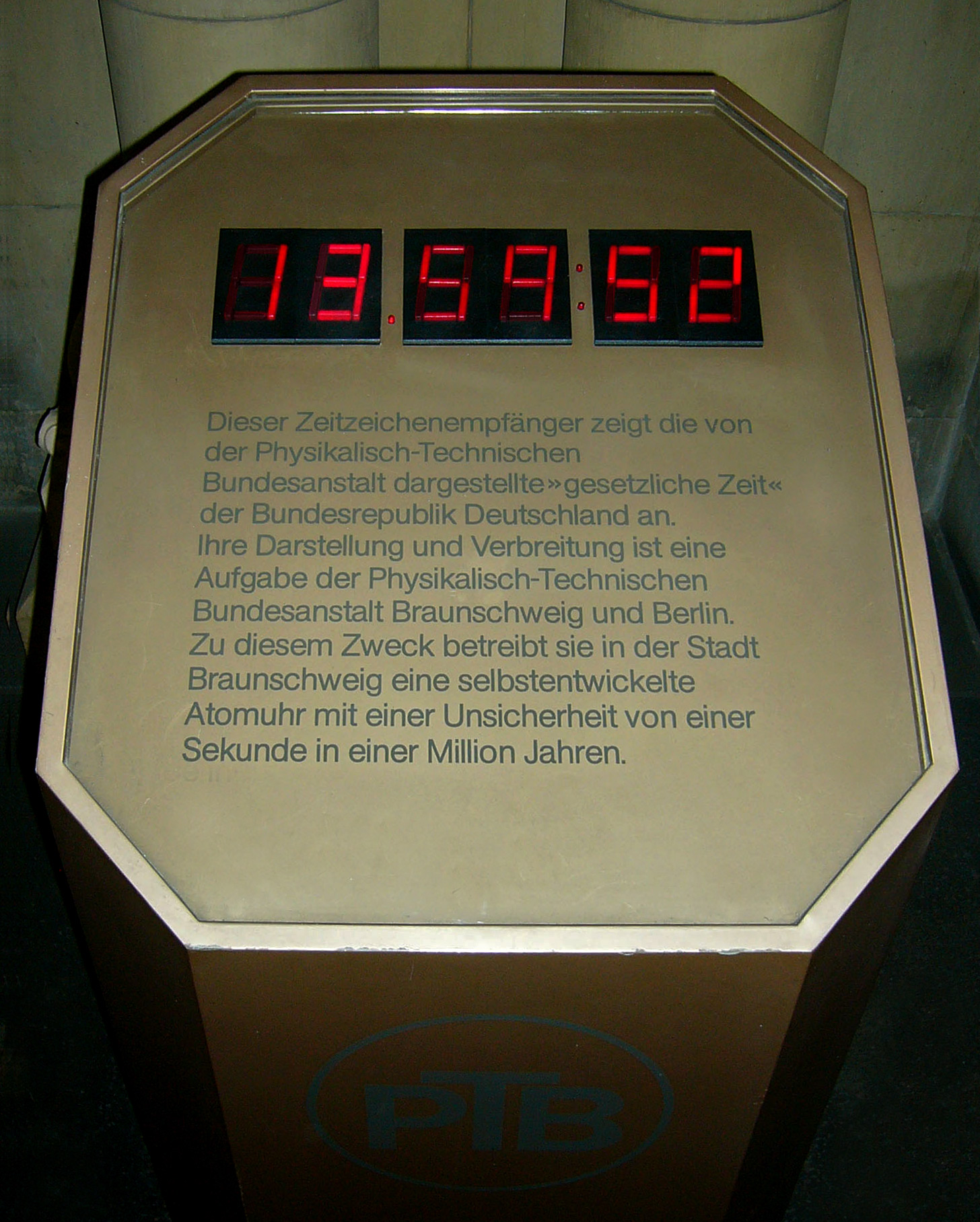
Digitale Anzeige der Uhrzeit, gemäß der Caesium-Atomuhr „CS 4“ der Physikalisch-Technischen Bundesanstalt, im Alten Rathaus in Braunschweig

Zeitmessung (Zeitbestimmung) ist die Angabe von Messgrößen der Zeit in eindeutigen Bezugseinheiten (Maßeinheiten). Sie erfordert oft die zunehmend scharfe Definition eines Zeitsystems und umfasst
- die Bestimmung eines Zeitpunktes;
  - In der Messtechnik die Ermittlung der Wahren Zeit;
  - in der Astronomie und Geodäsie die Ermittlung der Sonnenzeit- bzw. Sternzeit eines Standortes – siehe auch Zeitbestimmung
- Die Messung von Zeitintervallen auf einer Zeitskala,
  - z. B. in der Physik und Kinematik für Bewegungen, Geschwindigkeiten usw.
  - als Laufzeitmessung von Signalen (Navigation, Entfernungsmessung, GPS usw.)
  - für die Dauer von Vorgängen im Alltag und in den Naturwissenschaften
  - im Sport Messungen mit mechanischer Stoppuhr oder mit Lichtschranke, siehe Zeitnahme
- im allgemeinen Sinn die Chronologie.

Eine Zeitmessung ist immer ein Vergleich von Bezugspunkten, da es keine direkte Möglichkeit gibt, Zeit anhand von äußeren Einflüssen zu messen, wie etwa die Stromstärke oder die Windgeschwindigkeit.
Man unterscheidet die digitale Zeitmessung (mit digitaler Anzeige) von der analogen Zeitmessung, bei welcher die Zeitanzeige durch Zeiger auf einem Zifferblatt erfolgt.

## Erdrotation und Gestirne
Ein natürlicher Zeitgeber ist die Erdrotation mit ihrem regelmäßigen Wechsel von Tag und Nacht. Seit den Babyloniern wird der Tag in 24 Stunden unterteilt, was sich seither – ebenso wie die 7-Tage-Woche – auf allen Kontinenten durchgesetzt hat. Die Regelungen für Jahre und Monate unterscheiden sich hingegen in verschiedenen Kulturen.
Der bürgerliche Tag (Sonnentag) folgt aus der Erdrotation relativ zur Sonne, woraus sich die 365,24 Tage des Jahres ergeben. In Wirklichkeit rotiert die Erde aber 366,24-mal im Jahr. Ihr auf die Sterne bezogener Winkel heißt Sternzeit.
Die Sternzeit am Standort wird am besten durch Messung von Sterndurchgängen in der Nord-Süd verlaufenden Meridianebene bestimmt – etwa mit einem Meridiankreis oder einem Passageninstrument. Genähert ist dies auch mit einer drehbaren Sternkarte möglich. Die Differenz der Sternzeit zweier Orte entspricht ihrem geografischen Längenunterschied, wobei als geografische Länge der Unterschied der Ortssternzeit zu jener am Nullmeridian definiert wird. Seit dem 18. Jahrhundert gilt als Nullmeridian der Meridian von Greenwich (genauer: der Zentralmeridian des Royal Greenwich Observatory).
Um von der Sternzeit auf die Sonnenzeit zu kommen (oder umgekehrt), benötigt man das Datum und die geografische Länge. Doch sind noch kleine Korrekturen wegen der Unregelmäßigkeit der Erdrotation anzubringen (dUT1). Sie werden seit einigen Jahrzehnten durch einen globalen Verbund von Atomuhren und Messstationen überwacht.

## Technische Zeitmessung
Allgemeiner formuliert umfasst die Zeitmessung die Methodik und die Messgeräte, mit deren Hilfe die absolute Zeit bestimmt, sowie die Dauer eines bestimmten Vorgangs gemessen wird. Zeitmesser bezeichnet man allgemein als Uhren. Einfachste Zeitmesser, wie sie schon vor Tausenden von Jahren benutzt wurden, sind beispielsweise Sonnenuhren. Genau gehende Uhren werden Chronometer genannt.
In Physik und Technik geht es oft „nur“ um Messung von Zeit-Differenzen – etwa bei Messung kurzer Strecken, oder bei der Lasermessung zum Mond. Solche kurzen Zeitunterschiede werden mit sogenannten Intervallzählern ermittelt.
In Unternehmen wiederum kann die Zeitmessung neben technischen Aspekten auch der Feststellung der Arbeitszeiten dienen (siehe Stechuhr), aber auch der besseren Arbeitsvorbereitung (siehe Time-Organizer).

### Geschichte
Die erste nachweisbare Uhr war – von Sonnenuhren abgesehen – eine Wasseruhr oder Klepsydra, wie sie um ca. 1380 v. Chr. in Ägypten verwendet wurde. Sie wurde später von den Griechen und Römern dazu benutzt, die Zeit bei Gericht festzuhalten. Als erste mechanische Uhr gilt ein um 1250 am Hofe Ludwig IX. in Paris entwickeltes Gerät. Vermutlich sind aber Schwingungsvorgänge wie das Pendel schon vor Jahrtausenden zur Zeitmessung benutzt worden. Ab dem 14. Jahrhundert wurde die Sanduhr neben der mechanischen Räderuhr als einfaches nichtmechanisches Zeitmessgerät eingesetzt.
Für wissenschaftliche Zwecke und kurze Zeitabschnitte verwendeten Forscher des 16. (Gerolamo Cardano) und 17. Jahrhunderts (Libertus Fromundus, Galileo Galilei, Johannes Kepler) eher den eigenen Pulsschlag zur (abschätzenden) Zeitmessung als die noch ungenauen Räder- oder Sanduhren.
Genauere Messungen begannen mit Jost Bürgis Uhr von 1580 für die Sternwarte Kassel, die erstmals einen Sekundenzeiger hatte – und vor allem mit der Entwicklung präziser Pendeluhren. Die 1657 von Christian Huygens patentierte Hemmung (Unruh mit Spiralfeder) verbesserte den täglichen Uhrengang auf etwa 10 Sekunden. Das Nürnberger Ei war zwar klein und für den Alltag nützlich, aber etwa 100-mal ungenauer. Erste transportable Schiffsuhren entwickelte um 1720 John Harrison; sie erreichten durch Temperaturkompensation eine Abweichung von nur einer Sekunde pro Tag, wodurch englische Navigatoren erstmals die Gestirnshöhen genau stoppen und die geografische Länge der Schiffsposition bestimmen konnten.
Auf Sternwarten erreichten gegen 1800 die genauen Standuhren durch evakuierte Pendelkästen tägliche Ganggenauigkeiten von einigen Zehntelsekunden. Mit der Auge-Ohr-Methode konnten so die benötigten Sternörter auf Winkelsekunden genau bestimmt und präzise Zeitsysteme etabliert werden. Transportable Uhren dieser Präzision gab es hingegen erst 50 Jahre später.
1821 entwickelte Nicolas Rieussec die erste Uhr mit praktikabler Stoppfunktion, die allerdings noch die Größe einer Schuhschachtel hatte. Wie schon bei Jost Bürgi gab wieder das Hobby eines Adligen den Anstoß: die Pferderennen von König Ludwig XVIII. Mit dem Sekundenzeiger war ein Tintenschreiber gekoppelt, woraus das Wort „Chronograph“ entstand: aus altgriechisch chronos (Zeit) und graphein (schreiben). Der Schritt zur sekundengenauen Taschenuhr gelang 1831 dem Österreicher Joseph Thaddäus Winnerl in Form der Stoppuhr „Chronoskop“. Sie hatte zwar keine Zeitanzeige wie heutige „Chronografen“, aber neben dem Stopp- sogar einen Schleppzeiger zur Messung von Rundenzeiten.
Um 1880 verbesserte das Riefler-Pendel die Zeitsysteme der Sternwarten noch weiter in den Bereich einiger 0,01 Sekunden und 1921 die Shortt-Uhr in die Millisekunden; gleichzeitig wurde mittels Funktechnik (Zeitsignalsender) die weltweite Synchronisation von Präzisionsuhren ermöglicht. Später wurden für genaue Zeitvergleiche auch Fernsehsignale und die Borduhren von Navigationssatelliten eingesetzt. In den 1970er-Jahren erreichten temperaturstabilisierte Quarzuhren bereits die Mikrosekunde, und heutige Atomuhren haben eine Ganggenauigkeit von 10−15, was 1 Sekunde in 30 Millionen Jahren entspricht.

### Horologie
Horologie (griech. ώρα, „Stunde, Zeit“; und λόγος, logos, „Wort, Rede, Sinn, Lehre“), auch Zeitmesskunde, ist das Studium der Messung der Zeit.

## Zeitdifferenzen und Zeitskalen
Letztlich läuft aber fast jede Zeitmessung auf Feststellen von Zeitdifferenzen hinaus. Bei einer Zeitskala (fortlaufende Zeit, wie oben beschrieben) wird die laufende Zeit meist durch Integration von elementaren Zeitschritten aufsummiert – beispielsweise
- durch die relativ langsamen Schwingungen des Pendels bei der Pendeluhr und Übertragung auf Zahnräder und Anzeige
- durch die raschen Schwingungen der Unruh bei der mechanischen Uhr und Übertragung der Schwingungssumme auf die Zahnräder (siehe Anker)
- im piezoelektrischen Schwingkreis einer Quarzuhr (siehe auch Oszillator)
- durch die atomphysikalischen Effekte bei Masern und Atomuhren

und sogar
- bei der bürgerlichen Zeit und Kalenderrechnung durch Abzählen der Tage und ihrer Bruchteile.